# Пронино (Весьегонский район)
Про́нино (карел. Pronina) — деревня в Весьегонском районе Тверской области России. Весьегонский муниципальный округ

## География
Находится в 23 км к югу от районного центра города Весьегонск, на реке Кесьма.

## История
В Списке населенных мест Весьегонского уезда 1859 года значится казённая деревня Пронино, 40 дворов, 218 жителей. Во второй половине XIX — начале XX века деревня относилась к Чернецкому приходу Телятинской волости Весьегонского уезда.
В 1980-е годы к Пронино присоединена соседняя деревня Волотово (теперь улица Волотовская).

## Административно-территориальная принадлежность
В 1940 году деревня центр Пронинского сельсовета Весьегонского района Калининской области.
Административный центр существовавшего в 2005—2017 годах Пронинского сельского поселения.
С апреля 2017 года по 31 мая 2019 года входила в Ивановское сельское поселение Весьегонского муниципального района. После упразднения всех поселений муниципального района включена в Весьегонский муниципальный округ].

## Население
| 2008 | 2010 |
| ---- | ---- |
| 166  | ↘151 |

### Историческая численность населения
В 1888 году — 38 дворов, 196 жителей.
В 1997 году — 80 хозяйств, 214 жителей.
Согласно результатам переписи 2002 года — 182 человека, 88 мужчин, 94 женщины.

## Инфраструктура
Личное подсобное хозяйство с зоной сельскохозяйственного использования, индивидуальная застройка усадебного типа.
Основа экономики — сельское хозяйство. В 1997 году — Центральная усадьба колхоза «Родина», школа, клуб, медпункт, магазин.

## Достопримечательности
В центре деревни установлен Обелиск павшим участникам Великой Отечественной войны.

## Транспорт
Деревня доступна автотранспортом.